# Palaeomystis unio
Palaeomystis unio là một loài bướm đêm trong họ Geometridae.